# Mia Westerberg
Maria (Mia) Westerberg, född 28 maj 1861 i Nyköping, död 11 oktober 1925 i Bromma, Stockholm, var en svensk målare och konsthantverkare.
Hon var dotter till köpmannen Carl Rudolf Medberg och Maria Helena Lundberg och gift andra gången med. lic. Carl Johan Borg och tredje gången med provinsialläkaren Carl Emanuel Westerberg. Hon studerade bildkonst vid Tekniska skolan i Stockholm och textilslöjd vid Handarbetets vänners skola i Stockholm. Hon var efter studierna verksam som lärare i målning, konstvävnad och knyppling. Makarna Westerberg är begravda på Uppsala gamla kyrkogård.